# 텔레비전 영화
텔레비전 영화는 일반 영화와 마찬가지로 필름으로 촬영되어 제작을 하는데, 영화관에서 상영을 하는 것이 아니라 TV 프로그램으로 방영을 전제로 제작되는 영상 작품을 말한다. 1980년대 무렵까지, 비디오 촬영된 TV 드라마와 구별하는 의미로, 필름으로 촬영된 것을 텔레비전 영화라고 부른다. 텔레비전 영화에는 주로 16mm 필름이 사용되었다.

## 같이 보기
- 비디오 영화
- 문학의 영화화
- 미니시리즈
- 연속극
- 텔레노벨라
- 파일럿 프로그램